# Gran Premio de Cataluña de Motociclismo de 2021
El Gran Premio de Cataluña de Motociclismo de 2021 (oficialmente Gran Premi Monster Energy de Catalunya) fue la séptima prueba del Campeonato del Mundo de Motociclismo de 2021. Tuvo lugar en el fin de semana del 4 al 6 de junio de 2021 en el Circuito de Barcelona-Cataluña en Montmeló (España).
La carrera de MotoGP fue ganada por Miguel Oliveira, seguido de Johann Zarco y Jack Miller. Remy Gardner fue el ganador de la prueba de Moto2, por delante de Raúl Fernández y Xavi Vierge. La carrera de Moto3 fue ganada por Sergio García, Jeremy Alcoba fue segundo y Deniz Öncü tercero. Miquel Pons fue el ganador de la carrera de MotoE seguido de Dominique Aegerter y Jordi Torres.

## Resultados

### Resultados MotoGP
| Pos.    | N.º | Piloto            | Equipo                       | Constructor | Vueltas | Tiempo    | Parrilla | Puntos |
| ------- | --- | ----------------- | ---------------------------- | ----------- | ------- | --------- | -------- | ------ |
| 1       | 88  | Miguel Oliveira   | Red Bull KTM Factory Racing  | KTM         | 24      | 40:21.749 | 4        | 25     |
| 2       | 5   | Johann Zarco      | Pramac Racing                | Ducati      | 24      | +0.175    | 3        | 20     |
| 3       | 43  | Jack Miller       | Ducati Lenovo Team           | Ducati      | 24      | +1.990    | 2        | 16     |
| 4       | 36  | Joan Mir          | Team SUZUKI ECSTAR           | Suzuki      | 24      | +5.325    | 10       | 13     |
| 5       | 12  | Maverick Viñales  | Monster Energy Yamaha MotoGP | Yamaha      | 24      | +6.281    | 6        | 11     |
| 6       | 20  | Fabio Quartararo  | Monster Energy Yamaha MotoGP | Yamaha      | 24      | +7.815    | 1        | 10     |
| 7       | 63  | Francesco Bagnaia | Ducati Lenovo Team           | Ducati      | 24      | +8.175    | 9        | 9      |
| 8       | 33  | Brad Binder       | Red Bull KTM Factory Racing  | KTM         | 24      | +8.378    | 8        | 8      |
| 9       | 21  | Franco Morbidelli | Petronas Yamaha SRT          | Yamaha      | 24      | +15.652   | 5        | 7      |
| 10      | 23  | Enea Bastianini   | Avintia Esponsorama          | Ducati      | 24      | +19.297   | 17       | 6      |
| 11      | 73  | Álex Márquez      | LCR Honda CASTROL            | Honda       | 24      | +21.650   | 20       | 5      |
| 12      | 10  | Luca Marini       | SKY VR46 Avintia             | Ducati      | 24      | +22.533   | 19       | 4      |
| 13      | 30  | Takaaki Nakagami  | LCR Honda IDEMITSU           | Honda       | 24      | +27.833   | 14       | 3      |
| 14      | 89  | Jorge Martín      | Pramac Racing                | Ducati      | 24      | +29.075   | 15       | 2      |
| 15      | 32  | Lorenzo Savadori  | Aprilia Racing Team Gresini  | Aprilia     | 24      | +40.291   | 21       | 1      |
| Ret     | 27  | Iker Lecuona      | Tech3 KTM Factory Racing     | KTM         | 16      | Caída     | 16       |        |
| Ret     | 46  | Valentino Rossi   | Petronas Yamaha SRT          | Yamaha      | 15      | Caída     | 11       |        |
| Ret     | 41  | Aleix Espargaró   | Aprilia Racing Team Gresini  | Aprilia     | 10      | Caída     | 7        |        |
| Ret     | 93  | Marc Márquez      | Repsol Honda Team            | Honda       | 7       | Caída     | 13       |        |
| Ret     | 9   | Danilo Petrucci   | Tech3 KTM Factory Racing     | KTM         | 5       | Caída     | 18       |        |
| Ret     | 44  | Pol Espargaró     | Repsol Honda Team            | Honda       | 4       | Caída     | 12       |        |
| 1.      |     |                   |                              |             |         |           |          |        |
| Fuente: |     |                   |                              |             |         |           |          |        |

### Resultados Moto2
| Pos.    | N.º | Piloto                | Constructor | Vueltas | Tiempo    | Parrilla | Puntos |
| ------- | --- | --------------------- | ----------- | ------- | --------- | -------- | ------ |
| 1       | 87  | Remy Gardner          | Kalex       | 22      | 38:22.284 | 1        | 25     |
| 2       | 25  | Raúl Fernández        | Kalex       | 22      | +1.872    | 2        | 20     |
| 3       | 97  | Xavi Vierge           | Kalex       | 22      | +2.866    | 6        | 16     |
| 4       | 72  | Marco Bezzecchi       | Kalex       | 22      | +3.207    | 10       | 13     |
| 5       | 37  | Augusto Fernández     | Kalex       | 22      | +3.899    | 4        | 11     |
| 6       | 64  | Bo Bendsneyder        | Kalex       | 22      | +4.541    | 3        | 10     |
| 7       | 22  | Sam Lowes             | Kalex       | 22      | +4.875    | 8        | 9      |
| 8       | 23  | Marcel Schrötter      | Kalex       | 22      | +15.973   | 13       | 8      |
| 9       | 35  | Somkiat Chantra       | Kalex       | 22      | +17.515   | 9        | 7      |
| 10      | 16  | Joe Roberts           | Kalex       | 22      | +19.838   | 17       | 6      |
| 11      | 9   | Jorge Navarro         | Boscoscuro  | 22      | +20.571   | 12       | 5      |
| 12      | 75  | Albert Arenas         | Boscoscuro  | 22      | +22.512   | 21       | 4      |
| 13      | 14  | Tony Arbolino         | Kalex       | 22      | +22.558   | 14       | 3      |
| 14      | 13  | Celestino Vietti      | Kalex       | 22      | +23.238   | 25       | 2      |
| 15      | 12  | Thomas Lüthi          | Kalex       | 22      | +23.958   | 23       | 1      |
| 16      | 24  | Simone Corsi          | MV Agusta   | 22      | +25.099   | 22       |        |
| 17      | 11  | Nicolò Bulega         | Kalex       | 22      | +31.344   | 16       |        |
| 18      | 96  | Jake Dixon            | Kalex       | 22      | +37.129   | 32       |        |
| 19      | 6   | Cameron Beaubier      | Kalex       | 22      | +37.895   | 28       |        |
| 20      | 55  | Hafizh Syahrin        | NTS         | 22      | +38.438   | 20       |        |
| 21      | 2   | Alonso López          | Boscoscuro  | 22      | +40.247   | 29       |        |
| 22      | 70  | Barry Baltus          | NTS         | 22      | +40.674   | 26       |        |
| 23      | 7   | Lorenzo Baldassarri   | MV Agusta   | 22      | +40.784   | 24       |        |
| 24      | 62  | Stefano Manzi         | Kalex       | 22      | +48.588   | 27       |        |
| 25      | 74  | Piotr Biesiekirski    | Kalex       | 22      | +49.640   | 31       |        |
| 26      | 81  | Keminth Kubo          | Kalex       | 22      | +49.694   | 30       |        |
| Ret     | 40  | Héctor Garzó          | Kalex       | 20      | Caída     | 19       |        |
| Ret     | 21  | Fabio Di Giannantonio | Kalex       | 20      | Caída     | 5        |        |
| Ret     | 79  | Ai Ogura              | Kalex       | 19      | Caída     | 7        |        |
| Ret     | 19  | Lorenzo Dalla Porta   | Kalex       | 18      | Caída     | 15       |        |
| Ret     | 42  | Marcos Ramírez        | Kalex       | 7       | Caída     | 18       |        |
| Ret     | 44  | Arón Canet            | Boscoscuro  | 6       | Caída     | 11       |        |
| Fuente: |     |                       |             |         |           |          |        |

### Resultados Moto3
La carrera fue detenida con bandera roja debido a un accidente que involucró a Xavier Artigas, Dennis Foggia y Ayumu Sasaki después de que los primeros 11 pilotos ya habían cruzado la bandera a cuadros; los pilotos que aún estaban compitiendo se clasificaron según su última vuelta completa, que fue el último giro para los primeros once pilotos y el penúltimo para los siete pilotos restantes.
| Pos.    | N.º | Piloto             | Constructor | Vueltas | Tiempo    | Parrilla | Puntos |
| ------- | --- | ------------------ | ----------- | ------- | --------- | -------- | ------ |
| 1       | 11  | Sergio García      | Gas Gas     | 21      | 38:33.760 | 19       | 25     |
| 2       | 52  | Jeremy Alcoba      | Honda       | 21      | +0.015    | 2        | 20     |
| 3       | 53  | Deniz Öncü         | KTM         | 21      | +0.118    | 12       | 16     |
| 4       | 5   | Jaume Masiá        | KTM         | 21      | +0.079    | 9        | 13     |
| 5       | 40  | Darryn Binder      | Honda       | 21      | +0.204    | 7        | 11     |
| 6       | 2   | Gabriel Rodrigo    | Honda       | 21      | +0.317    | 1        | 10     |
| 7       | 37  | Pedro Acosta       | KTM         | 21      | +0.380    | 25       | 9      |
| 8       | 23  | Niccolò Antonelli  | KTM         | 21      | +0.798    | 3        | 8      |
| 9       | 27  | Kaito Toba         | KTM         | 21      | +0.933    | 13       | 7      |
| 10      | 82  | Stefano Nepa       | KTM         | 21      | +0.983    | 4        | 6      |
| 11      | 55  | Romano Fenati      | Husqvarna   | 21      | +3.334    | 11       | 5      |
| 12      | 92  | Yuki Kunii         | Honda       | 20      | +1 vuelta | 20       | 4      |
| 13      | 22  | Elia Bartolini     | KTM         | 20      | +1 vuelta | 28       | 3      |
| 14      | 6   | Ryusei Yamanaka    | KTM         | 20      | +1 vuelta | 22       | 2      |
| 15      | 96  | Daniel Holgado     | KTM         | 20      | +1 vuelta | 23       | 1      |
| 16      | 20  | Lorenzo Fellon     | Honda       | 20      | +1 vuelta | 24       |        |
| 17      | 19  | Andi Farid Izdihar | Honda       | 20      | +1 vuelta | 26       |        |
| 18      | 32  | Takuma Matsuyama   | Honda       | 20      | +1 vuelta | 27       |        |
| Ret     | 28  | Izan Guevara       | Gas Gas     | 20      | Caída     | 5        |        |
| Ret     | 71  | Ayumu Sasaki       | KTM         | 20      | Caída     | 14       |        |
| Ret     | 7   | Dennis Foggia      | Honda       | 20      | Caída     | 16       |        |
| Ret     | 43  | Xavier Artigas     | Honda       | 20      | Caída     | 18       |        |
| Ret     | 12  | Filip Salač        | Honda       | 15      | Retirado  | 17       |        |
| Ret     | 31  | Adrián Fernández   | Husqvarna   | 11      | Retirado  | 15       |        |
| Ret     | 17  | John McPhee        | Honda       | 9       | Caída     | 6        |        |
| Ret     | 16  | Andrea Migno       | Honda       | 9       | Caída     | 21       |        |
| Ret     | 24  | Tatsuki Suzuki     | Honda       | 9       | Caída     | 8        |        |
| DNS     | 54  | Riccardo Rossi     | KTM         | 0       | No empezó | 10       |        |
| 1.      |     |                    |             |         |           |          |        |
| Fuente: |     |                    |             |         |           |          |        |

### Resultados MotoE
| Pos.    | N.º | Piloto             | Constructor | Vueltas | Tiempo    | Parrilla | Puntos |
| ------- | --- | ------------------ | ----------- | ------- | --------- | -------- | ------ |
| 1       | 71  | Miquel Pons        | Energica    | 6       | 11:15.075 | 4        | 25     |
| 2       | 77  | Dominique Aegerter | Energica    | 6       | +0.531    | 3        | 20     |
| 3       | 40  | Jordi Torres       | Energica    | 6       | +0.577    | 2        | 16     |
| 4       | 61  | Alessandro Zaccone | Energica    | 6       | +1.121    | 6        | 13     |
| 5       | 68  | Yonny Hernández    | Energica    | 6       | +1.151    | 12       | 11     |
| 6       | 54  | Fermín Aldeguer    | Energica    | 6       | +1.790    | 7        | 10     |
| 7       | 11  | Matteo Ferrari     | Energica    | 6       | +1.764    | 9        | 9      |
| 8       | 3   | Lukas Tulovic      | Energica    | 6       | +2.352    | 5        | 8      |
| 9       | 78  | Hikari Okubo       | Energica    | 6       | +3.214    | 11       | 7      |
| 10      | 19  | Corentin Perolari  | Energica    | 6       | +5.160    | 13       | 6      |
| 11      | 6   | María Herrera      | Energica    | 6       | +5.394    | 15       | 5      |
| 12      | 21  | Kevin Zannoni      | Energica    | 6       | +12.150   | 17       | 4      |
| 13      | 14  | André Pires        | Energica    | 6       | +24.162   | 18       | 3      |
| 14      | 9   | Andrea Mantovani   | Energica    | 6       | +1:39.276 | 14       | 2      |
| Ret     | 51  | Eric Granado       | Energica    | 5       | Caída     | 1        |        |
| Ret     | 27  | Mattia Casadei     | Energica    | 4       | Caída     | 8        |        |
| Ret     | 80  | Jasper Iwema       | Energica    | 1       | Caída     | 16       |        |
| Ret     | 18  | Xavier Cardelús    | Energica    | 0       | Caída     | 10       |        |
| 1.      |     |                    |             |         |           |          |        |
| Fuente: |     |                    |             |         |           |          |        |